# Campeonato Africano de Atletismo de 2022 - 5000 m masculino
A prova dos 5000 metros masculino do Campeonato Africano de Atletismo de 2022 foi disputada no dia 12 de junho, no Complexo Esportivo Nacional Cote d'Or, em Saint Pierre, na Maurícia.

## Recordes
Antes desta competição, os recordes mundiais e do campeonato nesta prova eram os seguintes:
|                       | Nome             | Nacionalidade | Tempo      | Local  | Data                 |
| --------------------- | ---------------- | ------------- | ---------- | ------ | -------------------- |
| Recorde mundial       | Joshua Cheptegei | Uganda        | 12m 35s 36 | Mônaco | 14 de agosto de 2020 |
| Recorde do campeonato | Simon Chemoiywo  | Quênia        | 13m 09s 68 | Durban | 27 de junho de 1993  |
| Recorde africano      | Joshua Cheptegei | Uganda        | 12m 35s 36 | Mônaco | 14 de agosto de 2020 |

## Medalhistas
| Ouro                     | Prata               | Bronze               |
| Hailemariyam Amare (ETH) | Daniel Ebenyo (KEN) | Hicham Akankam (MAR) |

## Cronograma
Todos os horários são locais (UTC+4). 
| Data        | Hora  | Evento |
| ----------- | ----- | ------ |
| 12 de junho | 17:05 | Final  |

## Resultado final
A final ocorreu dia 12 de junho às 17:05.
| Posição           | Atleta                 | Nacionalidade      | Tempo    | Notas |
| ----------------- | ---------------------- | ------------------ | -------- | ----- |
| Medalha de ouro   | Hailemariyam Amare     | Etiópia            | 13:36.79 |       |
| Medalha de prata  | Daniel Ebenyo          | Quênia             | 13:38.79 |       |
| Medalha de bronze | Hicham Akankam         | Marrocos           | 13:40.39 |       |
| 4                 | Dinkalem Ayele         | Etiópia            | 13:42.57 |       |
| 5                 | Ali Abdilmana          | Etiópia            | 13:45.29 |       |
| 6                 | Ismael Kipkurui        | Quênia             | 13:49.13 |       |
| 7                 | Abdullahi Jama Mohamed | Somália            | 13:56.54 |       |
| 8                 | Ali Chebures           | Uganda             | 13:58.89 |       |
| 9                 | Houssein Sougueh Aden  | Djibuti            | 14:04.42 |       |
| 10                | Julius Kipkwong        | Quênia             | 14:05.79 |       |
| 11                | Moumin Bouh Guelleh    | Djibuti            | 14:22.51 |       |
| 12                | Emmanuel Kiruhura      | Atleta refugiado   | 14:27.80 |       |
| 98                | Mohamed Ali Hassan     | Somália            | DNF      |       |
| 99                | Nelson Biyoko          | República do Congo | DNS      |       |
| 99                | Youssouf Hiss Bachir   | Djibuti            | DNS      |       |
| 99                | William Amponsah       | Gana               | DNS      |       |
| 99                | Toka Badboy            | Lesoto             | DNS      |       |
| 99                | Hicham Ouladha         | Marrocos           | DNS      |       |
| 99                | Yach Wol               | Sudão do Sul       | DNS      |       |
| 99                | Yaseen Abdalla         | Sudão              | DNS      |       |
| 99                | Yousif Musa            | Sudão              | DNS      |       |
| 99                | Josephat Gisemo        | Tanzânia           | DNS      |       |
| 99                | Joseph Panga           | Tanzânia           | DNS      |       |

Legenda
| Recorde mundial       | Recorde mundial (World record)               |                       | Recorde africano                      | Recorde africano (African) |                                           | Q | Classificado por posição (Qualified) |
| Recorde do campeonato | Recorde do campeonato (Championship record)  | Recorde da América    | Recorde da América (Americas)         | q                          | Classificado por melhor tempo (Qualified) |   |                                      |
| Melhor marca do ano   | Melhor marca do ano (World leading)          | Recorde asiático      | Recorde asiático (Asian)              | DNS                        | Não largou (Did not start)                |   |                                      |
| Recorde nacional      | Recorde nacional (National record)           | Recorde europeu       | Recorde europeu (European)            | DNF                        | Não terminou (Did not finish)             |   |                                      |
| Recorde pessoal       | Recorde pessoal do atleta (Personal best)    | Recorde da Oceania    | Recorde da Oceania (Oceania)          | DSQ / DQ                   | Desclassificado (Disqualified)            |   |                                      |
| Recorde da temporada  | Recorde da temporada do atleta (Season best) | Recorde sul-americano | Recorde sul-americano (South America) | NM                         | Sem marca (No mark)                       |   |                                      |